# Driedaagse van West-Vlaanderen 2014
De 68e editie van de wielerwedstrijd Driedaagse van West-Vlaanderen vond in 2014 plaats van 7 tot en met 9 maart. De start was in Middelkerke, de finish in Ichtegem. De ronde maakte deel uit van de UCI Europe Tour 2014, in de wedstrijdcategorie 2.1. De titelhouder was de Belg Kristof Vandewalle. Dit jaar won onverwacht de Est Gert Jõeäär.

## Deelnemende ploegen
| WorldTour               | ProContinentaal              | Continentaal                  |
| ----------------------- | ---------------------------- | ----------------------------- |
| Lotto-Belisol           | Topsport Vlaanderen-Baloise  | Team 3M                       |
| Omega Pharma-Quick-Step | Wanty-Groupe Gobert          | Vastgoedservice-Golden Palace |
| AG2R-La Mondiale        | Bretagne-Séché Environnement | Veranclassic-Doltcini         |
| BMC Racing Team         | Cofidis                      | Vérandas Willems              |
| FDJ.fr                  | MTN-Qhubeka                  | Wallonie-Bruxelles            |
| Garmin-Sharp            | NetApp-Endura                | An Post-Chainreaction         |
| Giant-Shimano           | RusVelo                      | Cyclingteam De Rijke          |
| Trek Factory Racing     |                              | Roubaix Lille Métropole       |
|                         |                              | Team Stuttgart                |
|                         |                              | Vini-Fantini-Nippo            |

## Etappe-overzicht
| etappe  | datum      | start       | finish      | afstand    | winnaar                  | klassementsleider |
| ------- | ---------- | ----------- | ----------- | ---------- | ------------------------ | ----------------- |
| Proloog | 7 februari | Middelkerke | Middelkerke | 7 km (ITT) | Gert Jõeäär              | Gert Jõeäär       |
| 1e      | 8 februari | Brugge      | Harelbeke   | 182,9 km   | Danny van Poppel         | Gert Jõeäär       |
| 2e      | 9 februari | Nieuwpoort  | Ichtegem    | 185,9 km   | Guillaume Van Keirsbulck | Gert Jõeäär       |

## Etappe-uitslagen

### Proloog

#### Vooraf
Kristof Vandewalle was als winnaar van de editie van vorig jaar en de Belgisch kampioen tijdrijden de uitgesproken topfavoriet. Ook zijn ploeg en landgenoot Stijn Devolder stond hoog aangeschreven. Jesse Sergent, Julien Vermote en Johan Le Bon presteerden ook al sterk in de prologen van de vorige edities. Andere favorieten waren Arnaud Gérard, Jan Bárta, Jérémy Roy, Guillaume Van Keirsbulck, Thomas De Gendt en Timofej Kritski.

#### Verloop
De Italiaan Riccardo Stacchiotti was de eerste renner die aan de tijdrit begon. Honderd renners hadden de rit afgewerkt, toen de eerste echte tijdrijder, Thomas De Gendt, de leiding nam. Hij hield stand tot de manschappen van Trek Factory Racing aan de wedstrijd begonnen. Jesse Sergent verbeterde De Gendt zijn tijd, Stijn Devolder verbeterde die op zijn beurt. Gert Jõeäär verbaasde iedereen door als eerste onder de acht minuten te duiken en een nieuwe toptijd neer te zetten. Ook Johan Le Bon dook onder de acht, maar kon niet tippen aan Jõeäär's tijd. Julien Vermote en Kristof Vandewalle waren de laatste starters en de laatste hoop op een Belgische zege. Vermote kwam niet aan zijn vorm van 2012 en Vandewalle strandde op de derde plaats. De Est Gert Jõeäär boekte na successen in eigen land zijn eerste op West-Europese bodem, en doet ook meteen een gooi naar het eindklassement.
| Middelkerke (7 km) |                          |                         |       |
| Plaats             | Naam                     | Ploeg                   | Tijd  |
| Winnaar            | Gert Jõeäär              | Cofidis                 | 7'53" |
| 2                  | Johan Le Bon             | FDJ.fr                  | +5"   |
| 3                  | Kristof Vandewalle       | Trek Factory Racing     | +8"   |
| 4                  | Stijn Devolder           | Trek Factory Racing     | +11"  |
| 5                  | Silvan Dillier           | BMC Racing Team         | +14"  |
| 6                  | Jesse Sergent            | Trek Factory Racing     | +15"  |
| 7                  | Guillaume Van Keirsbulck | Omega Pharma-Quick-Step | +16"  |
| 8                  | Jan Ghyselinck           | Wanty-Groupe Gobert     | z.t.  |
| 9                  | Jan Bárta                | NetApp-Endura           | +17"  |
| 10                 | Chad Haga                | Giant-Shimano           | z.t.  |
|                    |                          |                         |       |
| 12                 | Dylan van Baarle         | Garmin-Sharp            | +18"  |

### 1e etappe

#### Vooraf
Buiten de Oude Kwaremont en de Tiegemberg is deze etappe nagenoeg volledig vlak, waardoor het in de slotfase waarschijnlijk uitdraait op een massasprint. Giant-Shimano speelt de Sloveen Luka Mezgec uit als sprinter. Ook Danny van Poppel, een jonge Nederlandse sprinter, wordt als favoriet aangeduid. Gerald Ciolek won vorig jaar de tweede etappe, en boekte dit jaar al een sprintzege. Andrew Fenn, Nathan Haas, Greg Henderson, Jawhen Hoetarovitsj, Danilo Napolitano, Leonid Krasnov en Tom Van Asbroeck worden ook bij de kanshebbers gerekend.

#### Verloop
Na 13 kilometer versnelden Laurens De Vreese, Sander Helven, Julien Duval en Eduard-Michael Grosu uit het peloton. Hun voorsprong liep uit tot maximum vijf minuten, maar op de Oude Kwaremont lieten de twee Belgen in de groep De Vreese en Helven, vorig jaar nog ploeggenoten, de twee andere medevluchters achter. Het peloton verbrokkelde op de Oude Kwaremont, maar op de Tiegemberg kwam alles terug tezamen, evenals de twee koplopers. Jan Ghyselinck, Stig Broeckx en Alphonse Vermote probeerden nog weg te komen, maar konden niet verhinderen dat deze etappe op een verwachte massasprint uitdraaide. Dit was een kolfje naar de hand van de Nederlandse sprinter Danny van Poppel, die na enkele ereplaatsen, zijn eerste profzege boekte.
| Brugge - Harelbeke (182,9 km) |                     |                         |          |
| Plaats                        | Naam                | Ploeg                   | Tijd     |
| Winnaar                       | Danny van Poppel    | Trek Factory Racing     | 4u14'21" |
| 2                             | Danilo Napolitano   | Wanty-Groupe Gobert     | z.t.     |
| 3                             | Scott Thwaites      | NetApp-Endura           | z.t.     |
| 4                             | Jawhen Hoetarovitsj | AG2R-La Mondiale        | z.t.     |
| 5                             | Jonas Van Genechten | Lotto-Belisol           | z.t.     |
| 6                             | Baptiste Planckaert | Roubaix Lille Métropole | z.t.     |
| 7                             | Boris Vallée        | Lotto-Belisol           | z.t.     |
| 8                             | Pierpaolo De Negri  | Vini-Fantini-Nippo      | z.t.     |
| 9                             | Steve Chainel       | AG2R-La Mondiale        | z.t.     |
| 10                            | Dylan Groenewegen   | Cyclingteam De Rijke    | z.t.     |

| Algemeen klassement |                          |                         |          |
| Plaats              | Naam                     | Ploeg                   | Tijd     |
| Gele trui           | Gert Jõeäär              | Cofidis                 | 4u22'18" |
| 2                   | Johan Le Bon             | FDJ.fr                  | +5"      |
| 3                   | Kristof Vandewalle       | Trek Factory Racing     | +8"      |
| 4                   | Stijn Devolder           | Trek Factory Racing     | +11"     |
| 5                   | Jan Ghyselinck           | Wanty-Groupe Gobert     | +13"     |
| 6                   | Guillaume Van Keirsbulck | Omega Pharma-Quick-Step | +14"     |
| 7                   | Silvan Dillier           | BMC Racing Team         | z.t.     |
| 8                   | Jesse Sergent            | Trek Factory Racing     | +15"     |
| 9                   | Jan Bárta                | NetApp-Endura           | +17"     |
| 10                  | Chad Haga                | Giant-Shimano           | z.t.     |
|                     |                          |                         |          |
| 12                  | Dylan van Baarle         | Garmin-Sharp            | +18"     |

### 2e etappe

#### Vooraf
Buiten een lastige strook met de Goeberg, de Zwarteberg, de Rodeberg, de Monteberg en de Kemmelberg is deze etappe nagenoeg volledig vlak, waardoor het in de slotfase waarschijnlijk uitdraait op een massasprint. Giant-Shimano speelt de Sloveen Luka Mezgec uit als sprinter. Ook Danny van Poppel, een jonge Nederlandse sprinter, wordt als favoriet aangeduid, bovendien won hij al de etappe daags voordien. Gerald Ciolek gaf in de 1e etappe op, en zal dus niet meedoen voor de overwinning. Andrew Fenn, Nathan Haas, Greg Henderson, Jawhen Hoetarovitsj, Danilo Napolitano, Leonid Krasnov en Tom Van Asbroeck worden ook bij de kanshebbers gerekend.

#### Verloop
Het duurde een tijdje voor de eerste ontsnapping van de dag op gang getrokken werd. Het waren 
Martin Kohler, Benoît Jarrier, Jelle Wallays, Boris Vallée en Gediminas Bagdonas die uiteindelijk toch het avontuur opzochten. Zij worden op vijftig kilometer van het einde gegrepen, maar er werd een nieuwe ontsnapping op gang getrokken. Deze keer waren het 
Hugo Houle, Wesley Kreder en Tim Vanspeybroeck die probeerden de koers hard te maken. Even later sloot ook onder andere de Tsjechisch kampioen Jan Bárta aan bij de kopgroep. Toen Guillaume Van Keirsbulck ook de sprong maakte, begon Gert Jõeäär, de leider, te vrezen voor zijn eindklassement, daar Van Keirsbulck maar op 14 seconden stond, en er aan de finish nog enkele bonificatieseconden te rapen vielen. Van Keirsbulck voelde het peloton onder leiding van de Cofidis-formatie naderen, en reed op vijf kilometer alleen weg. Hij bleef het sprintende peloton net voor maar kon geen gooi meer doen naar het eindklassement.
| Nieuwpoort - Ichtegem (185,9) |                          |                         |          |
| Plaats                        | Naam                     | Ploeg                   | Tijd     |
| Winnaar                       | Guillaume Van Keirsbulck | Omega Pharma-Quick-Step | 4u21'05" |
| 2                             | Danilo Napolitano        | Wanty-Groupe Gobert     | +1"      |
| 3                             | Danny van Poppel         | Trek Factory Racing     | z.t.     |
| 4                             | Silvan Dillier           | BMC Racing Team         | z.t.     |
| 5                             | Jawhen Hoetarovitsj      | AG2R-La Mondiale        | z.t.     |
| 6                             | Kenny Dehaes             | Lotto-Belisol           | z.t.     |
| 7                             | Wesley Kreder            | Wanty-Groupe Gobert     | z.t.     |
| 8                             | Scott Thwaites           | NetApp-Endura           | z.t.     |
| 9                             | Luka Mezgec              | Giant-Shimano           | z.t.     |
| 10                            | Julien Vermote           | Omega Pharma-Quick-Step | z.t.     |

## Eindklassementen
| Plaats    | Naam                     | Ploeg                        | Tijd     |
| --------- | ------------------------ | ---------------------------- | -------- |
| Gele trui | Gert Jõeäär              | Cofidis                      | 8u43'24" |
| 2         | Guillaume Van Keirsbulck | Omega Pharma-Quick-Step      | +3"      |
| 3         | Johan Le Bon             | FDJ.fr                       | +5"      |
| 4         | Stijn Devolder           | Trek Factory Racing          | +11"     |
| 5         | Jan Ghyselinck           | Wanty-Groupe Gobert          | +13"     |
| 6         | Silvan Dillier           | BMC Racing Team              | z.t.     |
| 7         | Danny van Poppel         | Trek Factory Racing          | +15"     |
| 8         | Jesse Sergent            | Trek Factory Racing          | z.t.     |
| 9         | Kristof Vandewalle       | Trek Factory Racing          | +16"     |
| 10        | Jan Bárta                | NetApp-Endura                | +17"     |
| 11        | Dylan van Baarle         | Garmin-Sharp                 | +18"     |
| 12        | Klaas Lodewyck           | BMC Racing Team              | +24"     |
| 13        | Rick Zabel               | BMC Racing Team              | +25"     |
| 14        | Chad Haga                | Giant-Shimano                | z.t.     |
| 15        | Arnaud Gérard            | Bretagne-Séché Environnement | +26"     |
| 16        | Thomas De Gendt          | Omega Pharma-Quick-Step      | z.t.     |
| 17        | Florian Sénéchal         | Cofidis                      | +27"     |
| 18        | Luka Mezgec              | Giant-Shimano                | +29"     |
| 19        | Yves Lampaert            | Topsport Vlaanderen-Baloise  | +30"     |
| 20        | Blaž Jarc                | Team NetApp-Endura           | +31"     |

| Plaats      | Naam                     | Ploeg                   | Punten |
| ----------- | ------------------------ | ----------------------- | ------ |
| Groene trui | Danilo Napolitano        | Wanty-Groupe Gobert     | 26     |
| 2           | Danny van Poppel         | Trek Factory Racing     | 25     |
| 3           | Guillaume Van Keirsbulck | Omega Pharma-Quick-Step | 21     |

| Plaats    | Naam                 | Ploeg              | Punten |
| --------- | -------------------- | ------------------ | ------ |
| Rode trui | Eduard-Michael Grosu | Vini-Fantini-Nippo |        |
| 2         |                      |                    |        |
| 3         |                      |                    |        |

| Plaats      | Naam                     | Ploeg                   | Tijd     |
| ----------- | ------------------------ | ----------------------- | -------- |
| Zwarte trui | Guillaume Van Keirsbulck | Omega Pharma-Quick-Step | 8u43'27" |
| 2           | Johan Le Bon             | FDJ.fr                  | +2"      |
| 3           | Silvan Dillier           | BMC Racing Team         | +10"     |
|             |                          |                         |          |
| 4           | Danny van Poppel         | Trek Factory Racing     | +12"     |

| Plaats     | Naam                     | Ploeg                   | Tijd     |
| ---------- | ------------------------ | ----------------------- | -------- |
| Witte trui | Guillaume Van Keirsbulck | Omega Pharma-Quick-Step | 8u43'27" |
| 2          | Stijn Devolder           | Trek Factory Racing     | +8"      |
| 3          | Jan Ghyselinck           | Wanty-Groupe Gobert     | +10"     |

| Plaats | Ploeg               | Tijd      |
| ------ | ------------------- | --------- |
|        | Trek Factory Racing | 13u03'18" |
| 2      | Wanty-Groupe Gobert | z.t.      |
| 3      | BMC Racing Team     | z.t.      |
|        |                     |           |
| 9      | Giant-Shimano       | +8"       |

## Klassementenverloop
| Etappe       | Winnaar                  | Algemeen klassement · | Puntenklassement · | Rushesklassement ·   | Jongerenklassement ·     | West-Vlamingenklassement · | Ploegenklassement · |
| ------------ | ------------------------ | --------------------- | ------------------ | -------------------- | ------------------------ | -------------------------- | ------------------- |
| Proloog      | Gert Jõeäär              | Gert Jõeäär           | Gert Jõeäär        | niet uitgereikt      | Johan Le Bon             | Kristof Vandewalle         | Trek Factory Racing |
| 1            | Danny van Poppel         | Gert Jõeäär           | Danny van Poppel   | Laurens De Vreese    | Johan Le Bon             | Kristof Vandewalle         | Trek Factory Racing |
| 2            | Guillaume Van Keirsbulck | Gert Jõeäär           | Danilo Napolitano  | Eduard-Michael Grosu | Guillaume Van Keirsbulck | Guillaume Van Keirsbulck   | Trek Factory Racing |
| 0Eindstanden | 0Eindstanden             | Gert Jõeäär           | Danilo Napolitano  | Eduard-Michael Grosu | Guillaume Van Keirsbulck | Guillaume Van Keirsbulck   | Trek Factory Racing |

## Startlijst
| Trek Factory Racing | Omega Pharma-Quick-Step | BMC Racing Team |
| - 1. Kristof Vandewalle (ITT) - 2. Stijn Devolder - 3. Jasper Stuyven - 4. Jesse Sergent - 5. Fábio Silvestre - 6. Boy van Poppel - 7. Danny van Poppel - 8. Fumiyuki Beppu                       | - 11. Julien Vermote - 12. Guillaume Van Keirsbulck - 13. Thomas De Gendt - 14. Iljo Keisse - 15. Julian Alaphilippe - 16. Andrew Fenn - 17. Petr Vakoč - 18. Martin Velits                   | - 21. Klaas Lodewyck - 23. Rick Zabel - 24. Marcus Burghardt - 25. Silvan Dillier - 26. Sebastian Lander - 27. Danilo Wyss - 28. Martin Kohler                                                       |
| Team Garmin-Sharp | Lotto-Belisol | Giant-Shimano |
| - 31. Johan Vansummeren - 32. Nathan Haas - 33. Phillip Gaimon - 34. Nathan Brown - 36. Raymond Kreder - 37. Dylan van Baarle                                                                     | - 41. Kenny Dehaes - 42. Greg Henderson - 43. Stig Broeckx - 44. Sean De Bie - 45. Tosh Van der Sande - 46. Boris Vallée - 47. Vegard Breen - 48. Jonas Van Genechten                         | - 51. Luka Mezgec - 52. Jonas Ahlstrand - 53. Lawson Craddock - 54. Chad Haga - 55. Ji Cheng - 56. Sea Keong Loh                                                                                     |
| FDJ.fr | AG2R-La Mondiale | Cofidis |
| - 61. Arnaud Courteille - 62. Matthieu Ladagnous - 63. Johan Le Bon - 64. Pierre-Henri Lecuisinier - 65. Laurent Mangel - 67. Jérémy Roy                                                          | - 71. Jawhen Hoetarovitsj - 72. Steve Chainel - 73. Christophe Riblon - 74. Gediminas Bagdonas - 75. Maxime Daniel - 76. Alexis Gougeard - 77. Hugo Houle - 78. Julian Kern                   | - 81. Edwig Cammaerts - 82. Christophe Laporte - 83. Romain Lemarchand - 84. Guillaume Levarlet - 85. Stéphane Poulhiès - 86. Florian Sénéchal - 87. Gert Jõeäär - 88. Rudy Molard                   |
| Bretagne-Séché Environnement | MTN-Qhubeka | Team NetApp-Endura |
| - 91. Jean-Marc Bideau - 92. Erwann Corbel - 93. Arnaud Gérard - 94. Benoît Jarrier - 95. Clément Koretzky - 96. Christophe Laborie - 97. Benjamin Le Montagner - 98. Pierre-Luc Périchon         | - 101. Gerald Ciolek - 102. Ignatas Konovalovas (ITT) - 103. Jay Robert Thomson - 104. Jaco Venter - 105. Andreas Stauff - 106. Martin Reimer - 108. Johann van Zyl                           | - 111. Jan Bárta (ITT) - 112. Blaž Jarc - 113. Ralf Matzka - 114. Michael Schwarzmann - 115. Erick Rowsell - 116. Andreas Schillinger - 117. Daniel Schorn - 118. Scott Twaites                      |
| Team RusVelo | Wanty-Groupe Gobert | Topsport Vlaanderen-Baloise |
| - 121. Igor Bojev - 122. Leonid Krasnov - 123. Timofej Kritski - 124. Sergej Lagoetin - 125. Roman Majkin - 126. Kirill Pozdnjakov - 127. Andrej Solomennikov                                     | - 131. Björn Leukemans - 132. Jan Ghyselinck - 133. James Vanlandschoot - 134. Laurens De Vreese - 135. Jempy Drucker - 136. Frederik Veuchelen - 137. Wesley Kreder - 138. Danilo Napolitano | - 141. Jelle Wallays - 142. Yves Lampaert - 143. Jarl Salomein - 144. Sander Helven - 145. Kenneth Vanbilsen - 146. Stijn Steels - 147. Tom Van Asbroeck - 148. Gijs Van Hoecke                      |
| An Post-Chainreaction | Vastgoedservice Golden Palace | Team 3M |
| - 151. Kevin Claeys - 152. Laurent Vanden Bak - 153. Sean Patrick Downey - 154. Robert-Jon McCarthy - 155. Ryan Mullen - 156. Wout Franssen - 157. Mark McNally - 158. Jack Wilson                | - 161. Sven Vandousselaere - 162. Alphonse Vermote - 163. Kevin Hulsmans - 164. Sam Lennertz - 165. Sander Cordeel - 166. Kurt Geysen - 167. Kevin Peeters - 168. Rob Ruijgh                  | - 171. Jens Vandenbogaerde - 172. Stef Van Zummeren - 173. Egidijus Juodvalkis - 174. Gertjan De Vos - 175. Gerry Druyts - 176. Gregory Franckaert - 177. Tim Vanspeybroeck - 178. Christophe Sleurs |
| Veranclassic-Doltcini | Wallonie-Bruxelles | Vérandas Willems |
| - 181. Gorik Gardeyn - 182. Sébastien Rosseler - 183. Wouter Mol - 184. Rick Ottema - 185. Giorgio Brambilla - 186. Darijus Džervus - 187. Tom Goovaerts - 188. Joeri Stallaert                   | - 191. Olivier Chevalier - 192. Sébastien Delfosse - 193. Antoine Demoitié - 194. Robin Stenuit - 195. Boris Dron - 196. Jonathan Dufrasne - 197. Christophe Prémont - 198. Julien Stassen    | - 201. Gaëtan Bille - 202. Emiel Wastyn - 203. Jelle Mannaerts - 204. Jérémy Burton - 205. Joren Touquet - 206. Michael Goolaerts - 207. Nicolas Vereecken - 208. Willem Wauters                     |
| Roubaix Lille Métropole | Cyclingteam De Rijke | Team Stuttgart |
| - 211. Baptiste Planckaert - 212. Timothy Dupont - 213. Rudy Barbier - 214. Julien Duval - 215. Franck Vermeulen - 216. Rudy Kowalski - 217. Jean-Lou Paiani - 218. Romain Pillon                 | - 221. Dion Beukeboom - 222. Dex Groen - 223. Dylan Groenewegen - 224. Yoeri Havik - 225. Kobus Hereijgers - 226. Christoph Pfingsten - 227. Ronan van Zandbeek - 228. Coen Vermeltfoort      | - 231. Jack Cummings - 232. Nikodemus Holler - 233. Kai Kautz - 234. Alexander Krieger - 235. Christopher Muche - 236. Tino Thömel - 237. Max Walsleben - 238. Marcel Weber                          |
| Vini-Fantini-Nippo | | |
| - 241. Pierpaolo De Negri - 242. Eduard-Michael Grosu - 243. Manabu Ishibashi - 244. Yuma Koishi - 245. Shiki Kuroeda - 246. Kim Magnusson - 247. Alessandro Malaguti - 248. Riccardo Stacchiotti | | |

<< ·
2004 · 
2005 ·
2006 · 2007 · 2008 · 2009 · 2010 · 2011 · 2012 · 2013 · 2014 · 2015 · 2016 · 
2017 · 2018
Etappewedstrijden

 Ster van Bessèges ·
 Ronde van de Middellandse Zee ·
 Ruta del Sol ·
 Ronde van de Algarve ·
 Ronde van de Haut-Var ·
 Driedaagse van West-Vlaanderen ·
 Internationale Wielerweek ·
 Internationaal Wegcriterium ·
 Driedaagse van De Panne-Koksijde ·
 Ronde van de Sarthe ·
 Ronde van Trentino ·
 Ronde van Turkije ·
 Vierdaagse van Duinkerke ·
 Ronde van Azerbeidzjan ·
 Szlakiem Grodów Piastowskich ·
 Ronde van Castilië en León ·
 Ronde van Picardië ·
 Ronde van Noorwegen ·
 World Ports Classic ·
 Ronde van Beieren ·
 Ronde van België ·
 Tour des Fjords ·
 Ronde van Estland ·
 Ronde van Luxemburg ·
 Boucles de la Mayenne ·
 Ster ZLM Toer ·
 Ronde van Slovenië ·
 Route du Sud ·
 Ronde van Oostenrijk ·
 Sibiu Cycling Tour ·
 Ronde van Wallonië ·
 Ronde van Portugal ·
 Ronde van Denemarken ·
 Ronde van de Ain ·
 Ronde van Burgos ·
 Arctic Race of Norway ·
 Ronde van de Limousin ·
 Ronde van Poitou-Charentes ·
 Ronde van Groot-Brittannië ·
 Ronde van Gévaudan Languedoc-Roussillon ·
 Eurométropole Tour
Eendaagse wedstrijden

 GP La Marseillaise ·
 Grote Prijs van de Etruskische Kust ·
 Trofeo Palma ·
 Trofeo Ses Salines ·
 Trofeo Serra de Tramuntana ·
 Trofeo Platja de Muro ·
 Trofeo Laigueglia ·
 Ronde van Murcia ·
 Omloop Het Nieuwsblad ·
 Classic Sud Ardèche ·
 GP Lugano ·
 Clásica de Almería ·
 Kuurne-Brussel-Kuurne ·
 La Drôme Classic ·
 Le Samyn ·
 GP Città di Camaiore ·
 Strade Bianche ·
 Roma Maxima ·
 Ronde van Drenthe ·
 Dwars door Drenthe ·
 Nokere Koerse ·
 GP Nobili Rubinetterie ·
 Handzame Classic ·
 Classic Loire-Atlantique ·
 Grote Prijs van Cholet-Pays de Loire ·
 Dwars door Vlaanderen ·
 Route Adélie de Vitré ·
 Volta Limburg Classic ·
 Grote Prijs Miguel Indurain ·
 Ronde van La Rioja ·
 Scheldeprijs ·
 GP Cerami ·
 Klasika Primavera ·
 Parijs-Camembert ·
 Brabantse Pijl ·
 GP Denain ·
 Ronde van de Finistère ·
 Tro Bro Léon ·
 Ronde van Keulen ·
 La Roue Tourangelle ·
 Rund um den Finanzplatz Eschborn-Frankfurt ·
 Ronde van de Somme ·
 ProRace Berlin ·
 Grote Prijs van Plumelec ·
 Boucles de l'Aulne ·
 Ronde van Zeeland Seaports ·
 GP Kanton Aargau ·
 Ronde van Limburg ·
 Ronde van de Apennijnen ·
 Halle-Ingooigem ·
 Prueba Villafranca de Ordizia ·
 GP Industria & Artigianato-Larciano ·
 Ronde van Toscane ·
 Circuito de Getxo ·
 Polynormande ·
 RideLondon Classic ·
 GP Stad Zottegem ·
 Arnhem-Veenendaal Classic ·
 Châteauroux Classic de l'Indre ·
 Druivenkoers Overijse ·
 Brussels Cycling Classic ·
 GP Fourmies ·
 Ronde van de Doubs ·
 GP Jef Scherens ·
 Coppa Bernocchi ·
 GP van Wallonië ·
 Coppa Agostoni ·
 Ronde van de Drie Valleien ·
 Kampioenschap van Vlaanderen ·
 Grote Prijs Impanis-Van Petegem ·
 Memorial Marco Pantani ·
 GP Industria & Commercio di Prato ·
 GP van Isbergues ·
 Omloop van het Houtland ·
 Duo Normand ·
 Milaan-Turijn ·
 Ronde van het Münsterland ·
 Ronde van de Vendée ·
 Memorial Frank Vandenbroucke ·
 Coppa Sabatini ·
 Parijs-Bourges ·
 Ronde van Emilia ·
 Parijs-Tours ·
 GP Beghelli ·
 Nationale Sluitingsprijs ·
 Chrono des Nations